# Бочаров, Петко
Петко Бочаров (болг. Петко Димитров Бочаров; 19 февраля 1919, София — 2 марта 2016, София) — болгарский журналист и переводчик. Перед его смертью, он стал старейшим активным журналистом в мире. Широко известна в болгарской культуре его фраза „Да, ама не!“.

## Биография
Бочаров родился 19 февраля 1919 года в Софии. Окончил Американский колледж в Софии, и затем учился в Софийском университете, изучая закон. Бочаров был агентом Комитета государственной безопасности Болгарии с 1946 до 1982 года. Начал работать на Болгарском телеграфном агентстве в 1952 году. Там он стал заместителем главного редактора. На пенсию вышел в 1983 году. Скончался 2 марта 2016 года в возрасте 97 лет.